# Линкълн (автомобил)
Вижте пояснителната страница за други значения на Линкълн.
Lincoln (Линкълн) е марка американски луксозни автомобили, произвеждани от Ford Motor Company. През 2011 г. обемът на продажбите от подразделението в САЩ възлиза на 85 643 автомобила. Автомобилите с тази марка се продават в САЩ, Канада, Мексико, страните от Близкия изток. През 2014 г. Lincoln започва да доставя автомобили на китайския пазарк.
Lincoln Motor Company е основана в 1917 г. в Детройт от Хенри М. Лиланд, който преди това основава и Cadillac. Първоначалното предназначение на Lincoln е производството на двигатели за авиацията. Компанията е кръстена на 16-ия президент на САЩ – Абрахам Линкълн. След Първата световна война Лиланд има идеята за производство на луксозни автомобили, но финансови затруднения го принуждават да продаде компанията, която е закупена през 1922 г. от Хенри Форд, който я прави клон на Ford Motor Company.
Lincoln има традицията и опита да създава коли за американските президенти. Първата такава кола е за Франклин Рузвелт през 1939 г. Следват Труман, Айзенхауър и Кенеди. Последният е смъртоносно ранен, пътувайки в Lincoln Continental convertible.